# Cristal

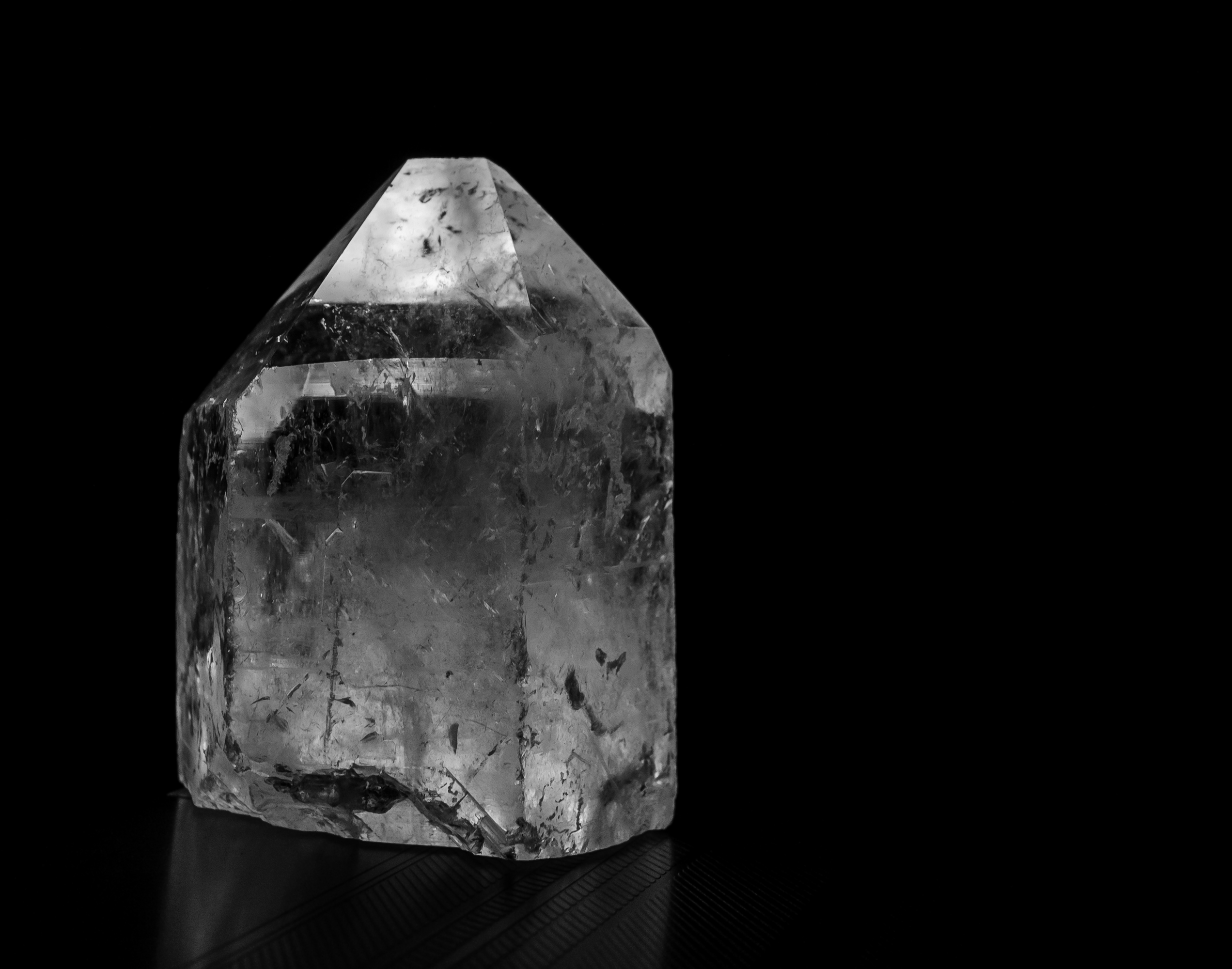
Cuarzo cristal

En la física del estado sólido y en la química, un cristal puede definirse de dos formas que resultan equivalentes, de acuerdo a la Unión Internacional de Cristalografía. Por un lado, la primera definición se enfoca en el espacio directo (nuestro espacio físico) y establece que un sólido puede considerarse cristalino si sus átomos, moléculas, o iones presentan ordenamiento de largo alcance. La segunda definición se enfoca en el espacio recíproco (espacio donde se produce la difracción), e indica que un sólido es cristalino si su patrón de difracción es no difuso y bien definido.
Inicialmente el nombre provenía de "kryos" que significa frío, aludiendo a la formación del hielo a partir del agua. Posteriormente el nombre cambió de connotación al referirse más bien a la transparencia, por lo que los griegos dieron el nombre "krystallos" al cuarzo, creyendo inicialmente que se trataba de una variedad de hielo que no se licuaba a temperatura ambiente.
Aunque en ciertos lugares, especialmente España, el vidrio se suele confundir con un tipo de cristal, en realidad no presenta el ordenamiento de largo alcance necesario para ser considerado como tal. El vidrio, a diferencia de un cristal, presenta ordenamiento sólo de corto alcance, por lo cual se lo considera no cristalino.
Los cristales se distinguen de los sólidos amorfos no solo por su geometría regular, sino también por la anisotropía de sus propiedades, que no son las mismas en todas las direcciones, y por la existencia de elementos de simetría.
Los cristales periódicos están formados por entidades (átomos, moléculas, iones, o grupos de ellos) dispuestas de forma regular siguiendo un esquema determinado (Celda unidad) que se reproduce por traslación en todo el cristal y que crea una red tridimensional.
Del estudio de la estructura, composición, formación y propiedades de los cristales se ocupa la cristalografía.

## Tipos de cristales
Excepto el vidrio y las sustancias amorfas, cuya estructura no aparece ordenada sino desorganizada, toda la materia sólida se encuentra en estado cristalino. En general, se presenta en forma de agregado de pequeños cristales (policristalinos) como en el hielo, las rocas muy duras, los ladrillos, el hormigón, algunos plásticos, los metales, los huesos, aunque es posible encontrar en la naturaleza monocristales de tamaño considerable, tales como los hallados en la Cueva de los cristales (Naica).

Otros ejemplos de sólidos cristalinos son el azúcar, la sal, las piedras preciosas y la mayoría de los minerales, de los cuales algunos se utilizan en la tecnología moderna por sus sofisticadas aplicaciones, como el cuarzo de los osciladores o los semiconductores de los dispositivos electrónicos.

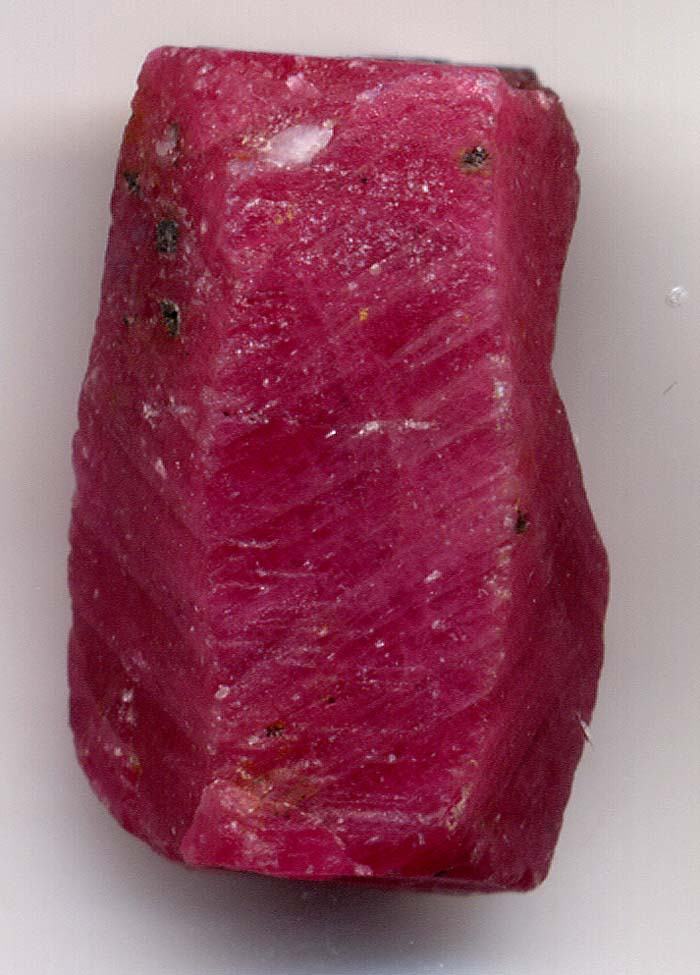
Cristal de rubí antes de ser pulido y resanado.

### Cristales iónicos
Los cristales iónicos tienen como característica fundamental que involucran interacciones electrostáticas entre iones (Enlace iónico). En general. son duros y a la vez quebradizos. Ejemplos: KCl, CsCl, ZnS y CF2. La mayoría de los cristales iónicos tienen puntos de fusión altos, lo cual refleja la gran fuerza de cohesión que mantiene juntos a los iones. Su estabilidad depende en parte de su energía reticular; cuanto mayor sea esta energía, más estable será el compuesto.

### Cristales covalentes
Los átomos de los cristales covalentes se mantienen unidos en una red tridimensional únicamente por enlaces covalentes. El diamante, alótropo del carbono, es un buen ejemplo. Debido a sus enlaces covalentes fuertes en tres dimensiones, el diamante presenta una dureza particular y un elevado punto de fusión. El cuarzo es otro ejemplo de cristal covalente. La distribución de los átomos de silicio en el cuarzo es semejante a la del carbono en el diamante, pero en el cuarzo hay un átomo de oxígeno entre cada par de átomos de silicio.

### Cristales moleculares
En un cristal molecular, los puntos reticulares están ocupados por moléculas que se mantienen unidas por fuerzas de van der Waals y/o de enlaces de hidrógeno. El dióxido de azufre (SO2) sólido es un ejemplo de cristal molecular, al igual que los cristales de I2, P4 y S8. Con excepción del hielo, los cristales moleculares suelen empaquetarse tan juntos como su forma y tamaño lo permitan. Debido a que las fuerzas de van der Waals y los enlaces de hidrógeno son más débiles que los enlaces iónicos o covalentes, los cristales moleculares suelen ser quebradizos y la mayoría funden a temperaturas menores de 100 °C.

### Cristales metálicos
Los cristales metálicos se caracterizan por un tipo de enlace en que el total de los átomos comparten una nube electrónica que se extiende por todo el cristal, dándole a los metales su opacidad, brillo y conductividad eléctrica y térmica características. La estructura de los cristales metálicos es más simple porque cada punto reticular del cristal está ocupado por un átomo del mismo metal. Los cristales metálicos por lo regular tienen una estructura cúbica centrada en el cuerpo o en las caras; también pueden ser hexagonales de empaquetamiento compacto, por lo que suelen ser muy densos. Sus propiedades varían de acuerdo a la especie y van desde blandos a duros y con puntos de fusión de bajos a altos, pero todos en general son buenos conductores de calor y electricidad.

## Simetría de los cristales
La clasificación principal de los cristales se efectúa de acuerdo a su simetría. Un objeto o arreglo presenta simetría si en él puede efectuarse alguna operación tal que permanezca idéntico a sí mismo.
Solamente se presentan algunos elementos de simetría en los cristales. Estos son: centro de simetría, ejes secundarios, ejes ternarios, ejes cuaternarios, ejes senarios, ejes de inversión cuaternarios, ejes de inversión senarios y plano de simetría. Un cristal es invariante con relación a un eje de orden Q, si el conjunto de las propiedades del cristal es el mismo a lo largo de dos direcciones, las cuales se deducen una de otra por una rotación de un ángulo 2N/Q radianes en torno a ese eje. Por lo que, como consecuencia de su triple periodicidad, se demuestra que el medio cristalino solo puede poseer ejes de orden 2, 3, 4 o 6; los ejes de simetría quinarios no se encuentran en los cristales, porque el ángulo del pentágono, 108°, no es divisor de 360°. 
Son muchos los métodos existentes para determinar la simetría y la estructura de un cristal, en particular el goniómetro óptico y el microscopio polarizante y sobre todo la difracción de rayos X.
Los cristales se presentan en treinta y dos combinaciones de elementos de simetría puntual denominadas las treinta y dos clases de cristales.

## Sistemas cristalinos
Si se tienen en cuenta los elementos de simetría se pueden distinguir siete sistemas cristalinos, que toman el nombre de una figura geométrica elemental. Estos son:
1. Cúbico (cubo)
2. Tetragonal (prisma recto cuadrangular)
3. Ortorrómbico (prisma recto de base rómbica)
4. Monoclínico (prisma oblicuo de base rómbica)
5. Triclínico (paralelepípedo cualquiera)
6. Romboédrico (paralelepípedo cuyas caras son rombos)
7. Hexagonal (prisma recto de base hexagonal)

Las diversas formas de un mismo cristal pueden proceder de dislocaciones, por los vértices o por las aristas, de la forma típica. Estas modificaciones se pueden interpretar a partir del conocimiento de la estructura reticular de un cristal.
El conjunto de caras externas que limita un cristal constituye una forma cristalina. Estas caras se deducen unas de otras por acción de las operaciones de simetría del cristal.

## Propiedades físicas y simetría: leyes de Pierre Curie y propiedades ópticas no lineales
Las relaciones que existen entre los fenómenos físicos y la simetría se conocen desde hace tiempo, pero fueron concretadas en el siglo XIX por Pierre Curie, quien las expresó en forma de principios que suelen llamarse leyes de Curie.  En general, puede considerarse que un fenómeno físico traduce una relación de causa a efecto. Curie planteó en principio que la dismetría que se encuentra en los efectos debe preexistir en las causas, pero que, por el contrario, los efectos pueden ser más simétricos que las causas.
A partir de estas consideraciones, es posible demostrar que ciertas simetrías cristalinas son incompatibles con la existencia de ciertas propiedades físicas. Por ejemplo, un cristal no puede estar dotado de poder rotatorio si es superponible a su imagen en un espejo; del mismo modo, un cristal es piroeléctrico, es decir, posee una polarización eléctrica espontánea solo si pertenece a uno entre diez de los 32 grupos cristalográficos.
A partir de un razonamiento que afecta a estas consideraciones de simetría, Curie descubrió la piezoelectricidad, es decir, la presencia de una polarización eléctrica cuando se aplica una presión. Este efecto que, en particular, no puede aparecer en los cristales que poseen un centro de simetría, ha sido objeto de un gran número de aplicaciones como osciladores, relojes de cuarzo, cabezales de fonocaptores, micrófonos, sonares y otros.

## Ocurrencia en la naturaleza

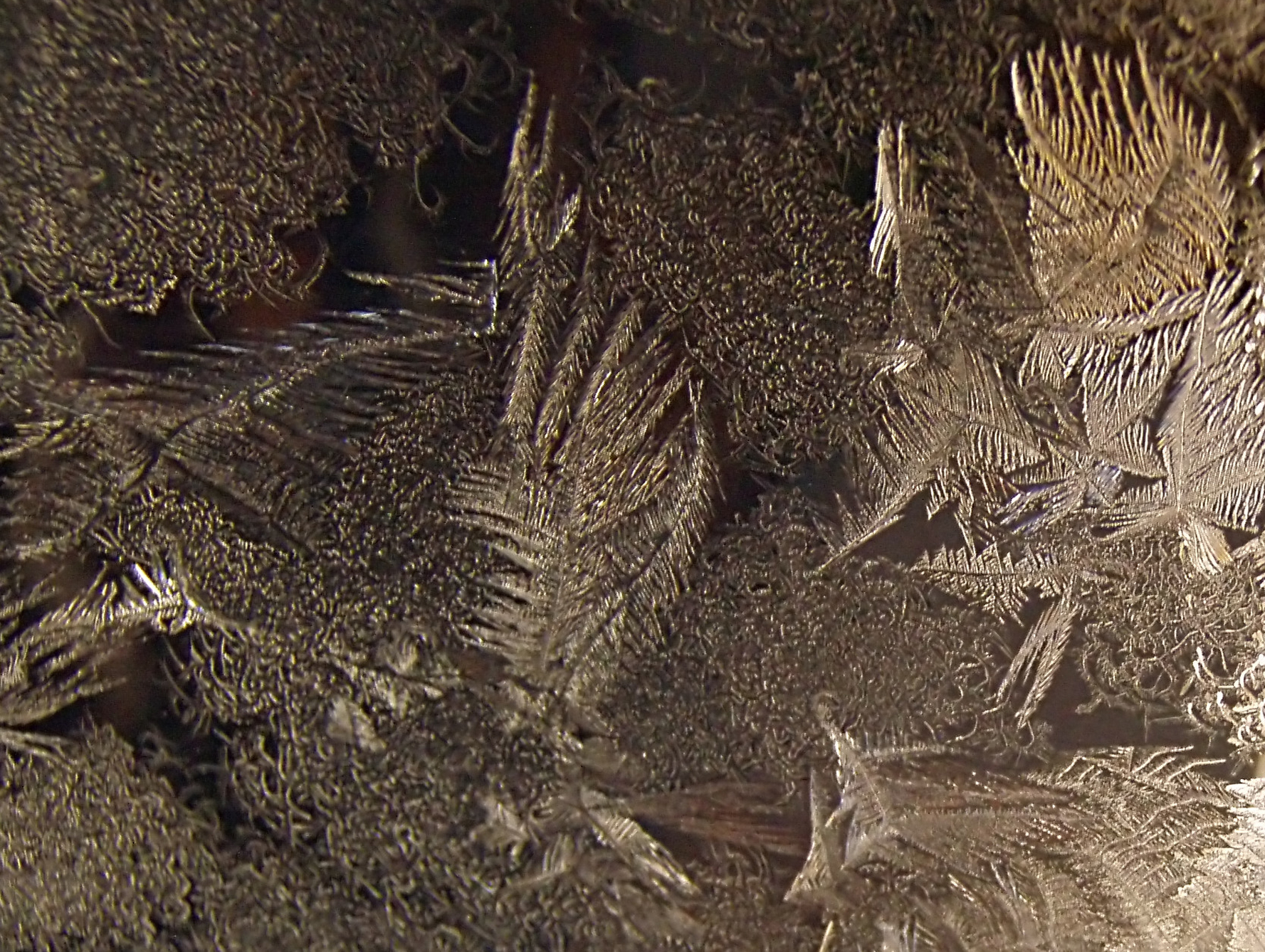
Cristales de hielo

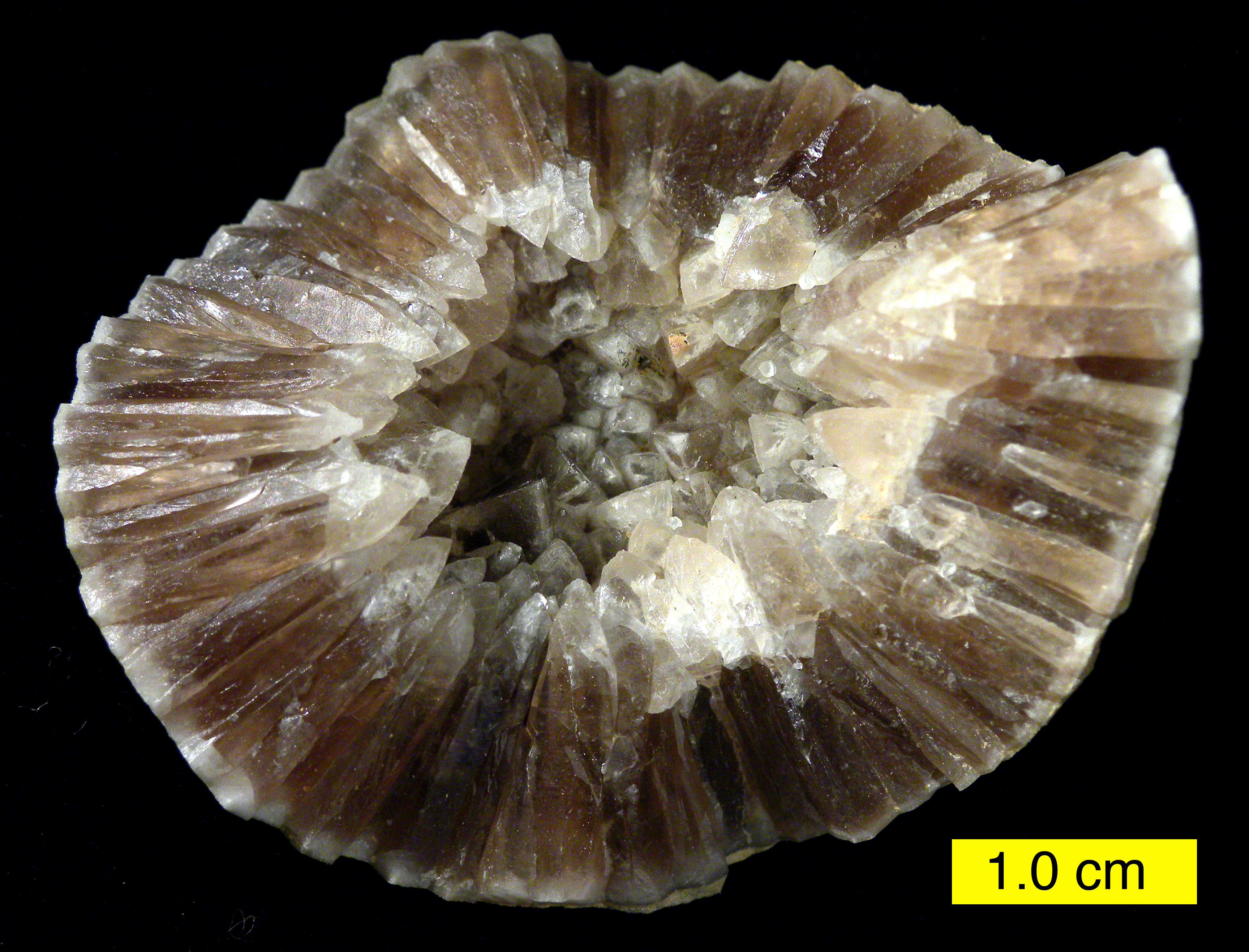
Concha fósil con cristales de calcita

### Rocas
Por volumen y peso, las concentraciones más grandes de cristales en la Tierra son parte de su lecho rocoso sólido. Los cristales que se encuentran en las rocas suelen variar en tamaño desde una fracción de milímetro hasta varios centímetros de ancho, aunque ocasionalmente se encuentran cristales excepcionalmente grandes.  En 1999, el cristal natural más grande conocido del mundo es un cristal de berilo de Malakialina, Madagascar, 18 m de largo y 3,5 m de diámetro, y un peso de 380 000 kg.
Algunos cristales se han formado por procesos magmáticos y metamórficos, dando origen a grandes masas de roca cristalina. La gran mayoría de las rocas ígneas se forman a partir de magma fundido y el grado de cristalización depende principalmente de las condiciones en las que se solidificaron. Las rocas como el granito, que se han enfriado muy lentamente y bajo grandes presiones, se han cristalizado por completo; pero muchos tipos de lava se vertieron en la superficie y se enfriaron muy rápidamente, y en este último grupo es común una pequeña cantidad de materia amorfa o vidrio. Otras rocas cristalinas, las rocas metamórficas como el mármol, mica-esquisto y cuarcita, se recristalizan. Esto significa que al principio eran rocas fragmentarias como piedra caliza, lutita y arenisca y nunca han estado en una condición fundida ni completamente en solución, pero la alta temperatura y presión las condiciones de metamorfismo han actuado sobre ellos borrando sus estructuras originales e induciendo la recristalización en estado sólido.
Otros cristales de roca se han formado a partir de la precipitación de fluidos, comúnmente agua, para formar drusas o venas de cuarzo. Las evaporitas como la halita, el yeso y algunas calizas se han depositado a partir de una solución acuosa, principalmente debido a la evaporación en climas áridos.

### Hielo
El hielo a base de agua en forma de nieve, hielo marino y glaciar son estructuras cristalinas/policristalinas comunes en la Tierra y otros planetas. Un solo copo de nieve es un solo cristal o una colección de cristales, mientras que un cubito de hielo es un policristal.

### Cristales organicogénicos
Muchos organismos vivos son capaces de producir cristales, por ejemplo calcita y aragonita en el caso de la mayoría de los moluscos o hidroxiapatita en el caso de vertebrados.

## Polimorfismo y alotropía
El mismo grupo de átomos a menudo puede solidificarse de muchas maneras diferentes. El polimorfismo es la capacidad de un sólido de existir en más de una forma de cristal. Por ejemplo, el hielo de agua normalmente se encuentra en forma de hielo Ih hexagonal, pero también puede existir como hielo Ic cúbico, el hielo II romboédrico, y muchas otras formas. Los diferentes polimorfos generalmente se denominan fases diferentes.
Además, los mismos átomos pueden ser capaces de formar fases. Por ejemplo, el agua también puede formar hielo amorfo, mientras que SiO2 puede formar tanto sílice fundida (un vidrio amorfo) como cuarzo (un cristal). Asimismo, si una sustancia puede formar cristales, también puede formar policristales.
Para elementos químicos puros, el polimorfismo se conoce como alotropía. Por ejemplo, diamante y grafito son dos formas cristalinas de carbono, mientras que el carbono amorfo es una forma no cristalina. Los polimorfos, a pesar de tener los mismos átomos, pueden tener propiedades muy diferentes. Por ejemplo, el diamante se encuentra entre las sustancias más duras que se conocen, mientras que el grafito es tan blando que se usa como lubricante.
El poliamorfismo es un fenómeno similar en el que los mismos átomos pueden existir en más de una forma de sólido amorfo.

## Propiedades especiales de la anisotropía
Los cristales pueden tener ciertas propiedades eléctricas, ópticas y mecánicas especiales que el vidrio y los  policristales normalmente no pueden tener. Estas propiedades están relacionadas con la anisotropía del cristal, es decir, la falta de simetría rotacional en su disposición atómica. Una de estas propiedades es la efecto piezoeléctrico, en la que un voltaje a través del cristal puede encogerlo o estirarlo. Otra es la birrefringencia, por la que aparece una doble imagen al mirar a través de un cristal. Además, varias propiedades de un cristal, como la conductividad eléctrica, la permitividad eléctrica y el módulo de Young, pueden ser diferentes en distintas direcciones de un cristal. Por ejemplo, los cristales de grafito están formados por una pila de láminas, y aunque cada lámina individual es mecánicamente muy resistente, las láminas están muy poco unidas entre sí. Por lo tanto, la resistencia mecánica del material es muy diferente dependiendo de la dirección de la tensión.
No todos los cristales tienen todas estas propiedades. Por otra parte, estas propiedades no son exclusivas de los cristales. Pueden aparecer en vidrios o  policristales que se han hecho  anisótropos mediante endurecimiento por deformación o esfuerzo-por ejemplo,  birrefringencia inducida por tensión.

## Para más información
- Howard, J. Michael; Darcy Howard (Illustrator) (1998). «Introduction to Crystallography and Mineral Crystal Systems». Bob's Rock Shop. Archivado desde el original el 26 de agosto de 2006. Consultado el 20 de abril de 2008.
- Krassmann, Thomas (2005–2008). «The Giant Crystal Project». Krassmann. Archivado desde el original el 26 de abril de 2008. Consultado el 20 de abril de 2008.
- «Teaching Pamphlets». Commission on Crystallographic Teaching. 2007. Archivado desde el original el 17 de abril de 2008. Consultado el 20 de abril de 2008.
- «Crystal Lattice Structures:Index by Space Group». 2004. Consultado el 3 de diciembre de 2016.
- «Crystallography». Spanish National Research Council, Department of Crystallography. 2010. Consultado el 8 de enero de 2010.